# أسا إس. نولز
أسا إس. نولز (بالإنجليزية: Asa S. Knowles)‏ هو مهندس أمريكي، ولد في 15 يناير 1909، وتوفي في 11 أغسطس 1990.